# Lylla
Lylla es un personaje ficticio que aparece en los cómics estadounidenses publicados por Marvel Comics.
Lylla aparece en la película del Universo cinematográfico de Marvel Guardianes de la Galaxia Vol. 3 (2023), con la voz de Linda Cardellini.

## Historial de publicaciones
Apareció por primera vez en la serie Incredible Hulk #271 (febrero de 1982), creada por Bill Mantlo.

## Biografía del personaje ficticio
Lylla, una nutria antropomórfica, es la directora ejecutiva de la compañía de fabricación de juguetes más grande del universo, Mayhem Mekaniks en el planeta Halfworld (Contra-Tierra, en español). También es amiga y amante de Rocket Raccoon. Ella hereda la empresa después de que sus padres son asesinados por Judson Jakes, que quiere el control de la empresa. La única forma de que Lylla obtenga el control total es a través del matrimonio. Lylla pronto se ve amenazada no solo por Jakes sino también por Lord Dyvyne, y ambos quieren controlar su compañía de juguetes. Afortunadamente, Rocket Raccoon acude en su ayuda. Con la ayuda de sus amigos, Wal Rus y Uncle Pyko, derrotan a ambas partes. Lylla viaja con Rocket después para comenzar una nueva vida juntos. Más tarde se revela que estos eventos son falsos. Lylla, junto con el resto de los halfworlders, son en realidad animales de servicio que cuidan a los pacientes mentales en su planeta. Al parecer, también estaba casada con Blackjack O'Hare. No se la ha vuelto a ver desde entonces, y su matrimonio con Blackjack parece reconfigurado ya que él reaparece como un mercenario mortal y enemigo de Rocket.

## En otros medios

### Película
- Lylla, también conocida como 89Q12, aparece en Guardians of the Galaxy Vol. 3, con la voz de Linda Cardellini.[6] Esta versión fue creada por el Alto Evolucionador quien le colocó brazos robóticos y sports. En flashbacks, se hizo amiga de otros sujetos de prueba, Rocket, Teefs y Floor, y montó un intento de fuga con ellos, aunque todos excepto Rocket murieron. En medio de una experiencia cercana a la muerte, Rocket se reúne brevemente con Lylla, quien le dice que aún no ha llegado su momento.

### Juegos de vídeo
- Lylla aparece en Guardians of the Galaxy: The Telltale Series, con la voz de Fryda Wolff.
- Lylla aparece en Marvel's Guardians of the Galaxy.